# Sola (bedrijf)
Sola is een Nederlandse fabrikant van bestek en keukengerei.

## Historie

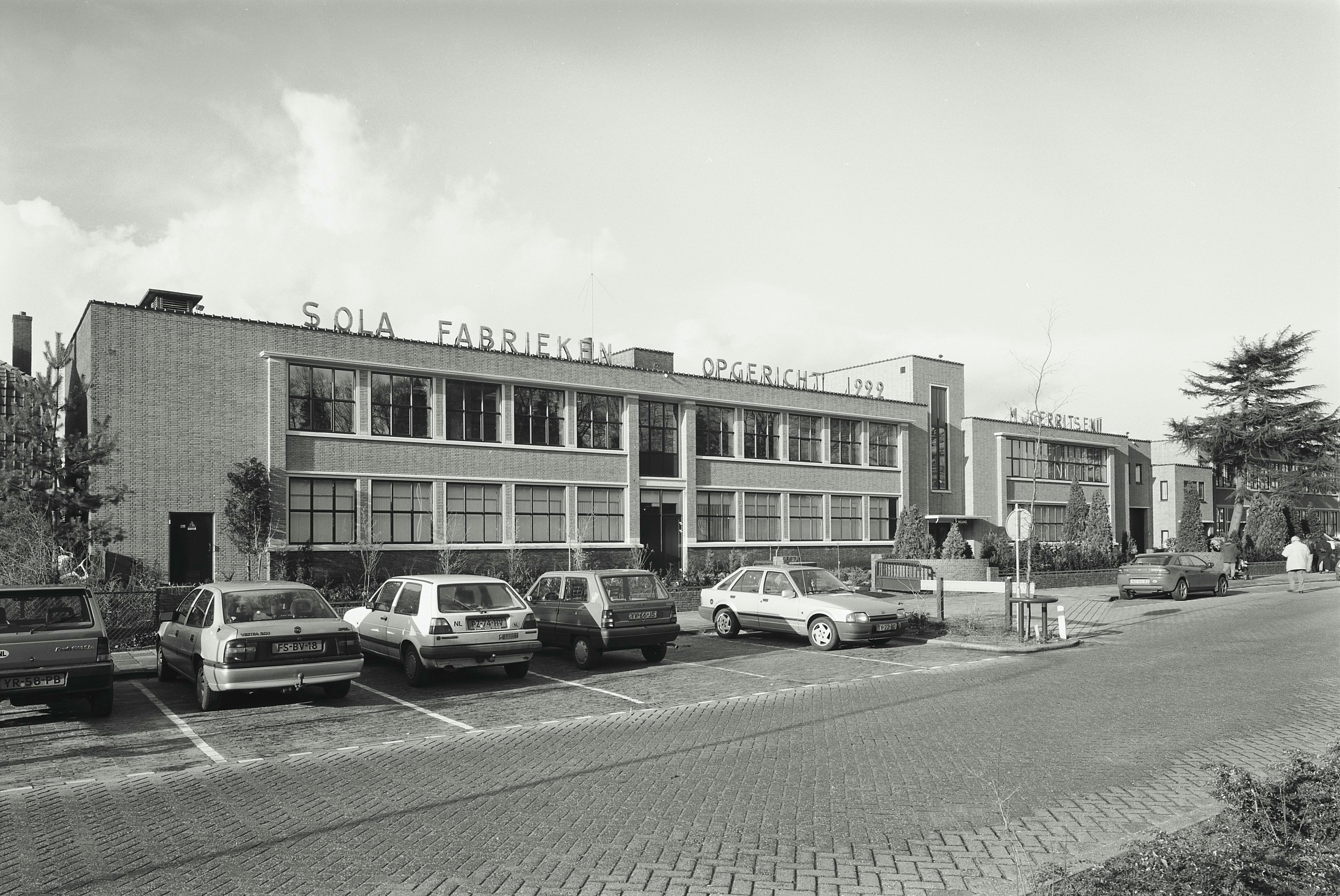
Het Sola pand in februari 2000.

In 1866 richtte Johannes Albertus Adolf Gerritsen (1840-1925) zijn juweliersbedrijf op in Amsterdam. In 1903 werd het bedrijf omgezet in de N.V. Nederlandsche Fabriek voor Gouden en Zilveren Werken voorheen J.A.A. Gerritsen. Het bedrijf vestigde zich in 1904 in Zeist. Gerritsen opende daar zijn bedrijf in een oude rijwielfabriek. Deze fabriek was ooit eigendom van de Evangelische Broedergemeente (Hernhutters).
De zoon van Johannes Albertus Adolf, Marius Johannes Gerritsen (1882-1954), verliet in 1909 het bedrijf om zijn eigen bedrijf te starten, genaamd M.J. Gerritsen & Co. Vanaf 1912 omgenoemd tot ‘Eerste Nederlandsche Fabriek van Nieuw Zilverwerken, voorheen M.J. Gerritsen & Co’. Dit werd afgekort tot handelsnaam en merknaam; Gero. Het doel van de onderneming was betaalbare bestekken en gerelateerde artikelen te fabriceren in typisch Nederlandse modellen en in een ander metaal dan zilver.
In de jaren twintig werd voor de fabrieksarbeiders van het inmiddels flink gegroeide bedrijf een wijkje opgezet. Deze wijk bestaat tegenwoordig nog steeds onder de naam Gerodorp.
Pas in 1922 werd het huidige bedrijf Sola opgericht door Marius Johannes Gerritsen. De aanleiding hiervan was een conflict tussen hem en zijn mededirecteur H.J.M. Simonis (1881-1968), een schoonzoon van zijn financier Willem Gerrit Nieuwenkamp (1846-1912). Hij startte het nieuwe bedrijf in Zeist aan de Van Reenenweg. Dit werd het bedrijf dat tegenwoordig nog bekend staat onder de naam Sola. Gerritsen wilde het bedrijf de naam Gerrowé (Gero o wee) geven, maar koos na bezwaren voor Sola, naar het Franse woord soleil. Tot in 1925 vermeldde Gerritsen in advertenties dat hij de oprichter en oud-directeur van de Gerofabriek was en dat de Geromedewerkers met hem waren meegekomen. Dit om het vertrouwen van de klanten te winnen. Een van de innovaties die te danken zijn aan dit bedrijf is de appelboor. Naar verluidt at de dochter van Gerritsen dagelijks een appel en klaagde ze bij haar vader over de pitjes in het klokhuis. haar vader gaf zijn ontwerpers de opdracht om een gerei te ontwikkelen om makkelijk het klokhuis te verwijderen.
Na 1985 werd de gehele productie in Zeist gestaakt. In de fabriekshal kwam een fabriekswinkel die tegenwoordig ook nog bestaat. Een deel van oorspronkelijke fabriekspanden van Sola bestaat nog in volledig originele staat. De Gerofabriek is inmiddels afgebroken, het kantoor bestaat nog wel aan de Karpervijver.

## Sola Zwitserland
In de jaren dertig volgde een splitsing van het bedrijf doordat een deel van de familie een eigen bedrijf in bestekwaar begon in het Zwitserse Emmen, nabij Luzern. Ook dit bedrijf kreeg de naam Sola mee. Sola Swiss is momenteel  de grootste Zwitserse fabrikant van bestekwaar.
Beide bedrijven worden nog geleid door nazaten van de familie Gerritsen. Aan het hoofd van het Zwitserse bedrijf staat Thomas Gerritsen. Het Nederlandse Sola wordt momenteel  geleid door Bert Gerritsen, kleinzoon van M.J. Gerritsen.